# Masatopes flavipennis
Masatopes flavipennis là một loài bọ cánh cứng trong họ Cerambycidae.